# ماهية جنسية
الماهية الجنسية هي ماهية التي لا تكون في أفرادها على التسوية، فإن الحيوان يقتضي في الإنسان مقارنة الناطق، ولا يقتضيه في غير ذلك.